# رک اولیبا
رک اولیبا (اسپانیایی: Roc Oliva‎؛ زادهٔ ۱۸ ژوئیهٔ ۱۹۸۹) بازیکن هاکی روی چمن اهل اسپانیا است که در مسابقات کشوری و بین‌المللی در مجموع برندهٔ ۲4 مدال نقره شده‌است.